# Takin złoty
Takin złoty (Budorcas taxicolor) – ssak z rodziny wołowatych (Bovidae). Jego najbliższym krewniakiem jest piżmowół arktyczny. Najbardziej aktywny wieczorem i nocą. Pochodzi ze wschodnich Himalajów.
Wygląd: Długość ciała ok. 2 m, wysokość do 1,3 m, waga do 350 kg. Gruba sierść w kolorze od żółto-złotego, beżowego, ciemnoczerwonego do czarnego. Przedstawiciele obu płci posiadają krótkie, grube rogi.
Występowanie: wschodnie Himalaje i Wyżyna Tybetańska, od 2500 do 4250 m n.p.m.
Ruja i poród: Lipiec-sierpień. Byki w tym okresie są bardzo niebezpieczne. W tym czasie zwierzęta (aż do końca jesieni lub początku zimy) tworzą większe stada. Samice w mniejszych stadach (wiosna, zima) rodzą cielęta w kwietniu lub marcu.
Takiny w Polsce: Takiny złote można zobaczyć w ogrodach zoologicznych w Krakowie, Wrocławiu i Gdańsku, natomiast tybetańskiego w Warszawie i Nowym Zoo w Poznaniu, gdzie prezentowane jest także stado takinów złocistych.